# Wilma van Velsen
Margot Wilhelmina „Wilma” Teunisje van Velsen (ur. 22 kwietnia 1964 w Tiel) – była holenderska pływaczka specjalizująca się stylem motylkowym i dowolnym.
Van Velsen reprezentowała Holandię podczas Letnich Igrzysk Olimpijskich 1980 w Moskwie. Wystąpiła w trzech konkurencjach pływania. W konkurencjach 100 m stylem motylkowym oraz 200 m stylem motylkowym nie zakwalifikowała się do rundy finałowej. W konkurencji 4 × 100 m stylem dowolnym kobiet, w której wystąpiła z Conny van Bentum, Annelies Maas oraz Reggie de Jong, zdobyła 3. miejsce oraz brązowy medal.
Cztery lata później van Velsen ponownie stała się olimpijczykiem, podczas Letnich Igrzyskach Olimpijskich 1984 w Los Angeles, gdzie wystąpiła w jednej konkurencji pływania, 4 × 100 m stylem dowolnym kobiet, wraz z Annemarie Verstappen, Elles Voskes, Desi Reijers i Conny van Bentum. Tym razem pływaczkom udało się uzyskać 2. miejsce i srebrny medal (Van Velsen płynęła tylko w wyścigu eliminacyjnym).
Pomiędzy 1981 a 1983 van Welsen zdobyła trzy medale podczas mistrzostw Europy oraz świata w konkurencji 4 × 100 m stylem dowolnym kobiet.